# Basketball-Bundesliga 1967-1968
La Basketball-Bundesliga 1967-1968 è stata la 2ª edizione del massimo campionato tedesco occidentale di pallacanestro maschile. La vittoria finale è stata ad appannaggio del MTV Gießen.

## Risultati

### Stagione regolare

#### Gruppen Nord
|     | Squadra                 | G  | V | N | P | PF   | PS   | Pt. | Qualificazione |
| --- | ----------------------- | -- | - | - | - | ---- | ---- | --- | -------------- |
| 1.  | VfL Osnabrück           | 18 |   |   |   | 1428 | 1111 | 32  | playoffs       |
| 2.  | ATV 77 Düsseldorf       | 18 |   |   |   | 1417 | 1130 | 31  | playoffs       |
| 3.  | MTV Wolfenbüttel        | 18 |   |   |   | 1112 | 1012 | 22  |                |
| 4.  | SSV Hagen               | 18 |   |   |   | 1305 | 1264 | 21  |                |
| 5.  | TuSA Düsseldorf         | 18 |   |   |   | 1276 | 1263 | 18  |                |
| 6.  | Neuköllner Sportfreunde | 18 |   |   |   | 1049 | 1181 | 15  |                |
| 7.  | Oldenburger TB          | 18 |   |   |   | 1125 | 1246 | 14  |                |
| 8.  | ASC Gelsenkirchen       | 18 |   |   |   | 1087 | 1246 | 12  |                |
| 9.  | TV Grafenberg           | 18 |   |   |   | 1145 | 1372 | 8   | retrocesse     |
| 10. | Post-SV Hannover        | 18 |   |   |   | 1142 | 1261 | 7   | retrocesse     |

#### Gruppen Süd
|     | Squadra               | G  | V | N | P | PF   | PS   | Pt. | Qualificazione |
| --- | --------------------- | -- | - | - | - | ---- | ---- | --- | -------------- |
| 1.  | MTV 1846 Gießen       | 18 |   |   |   | 1403 | 1116 | 33  | playoffs       |
| 2.  | USC Heidelberg        | 18 |   |   |   | 1338 | 1179 | 28  | playoffs       |
| 3.  | GW Francoforte        | 18 |   |   |   | 1471 | 1344 | 25  |                |
| 4.  | Bayern Monaco         | 18 |   |   |   | 1306 | 1216 | 18  |                |
| 5.  | Heidelberger TV       | 18 |   |   |   | 1238 | 1296 | 15  |                |
| 6.  | Eintracht Francoforte | 18 |   |   |   | 1179 | 1292 | 14  |                |
| 7.  | USC Monaco            | 18 |   |   |   | 1140 | 1214 | 13  |                |
| 8.  | Darmstadt             | 18 |   |   |   | 1225 | 1418 | 12  |                |
| 9.  | TSV 1860 Monaco       | 18 |   |   |   | 1226 | 1326 | 12  | retrocesse     |
| 10. | Schwaben Augsburg     | 18 |   |   |   | 1114 | 1239 | 10  | retrocesse     |

## Playoff
|  | Semifinali | Semifinali        | Semifinali |            |           | Finale    | Finale | Finale |  |
|  |            |                   |            |            |           |           |        |        |  |
|  | N1         | Osnabrück         | 2          |            |           |           |        |        |  |
|  | N1         | Osnabrück         | 2          |            |           |           |        |        |  |
|  | S2         | Heidelberg        | 0          |            |           |           |        |        |  |
|  | S2         | Heidelberg        | 0          |            | Osnabrück | Osnabrück | 69     |        |  |
|  |            |                   |            |            | Osnabrück | Osnabrück | 69     |        |  |
|  |            |                   | MTV Gießen | MTV Gießen | 79        |           |        |        |  |
|  | S1         | MTV Gießen        | MTV Gießen | MTV Gießen | 79        | 2         |        |        |  |
|  | S1         | MTV Gießen        |            |            |           |           |        |        |  |
|  | N2         | ATV 77 Düsseldorf | 0          |            |           |           |        |        |  |

| Basketball-Bundesliga 1967-1968 |
| ------------------------------- |
| MTV Gießen 3º titolo            |

## Formazione vincitrice
| N° | Naz.                      | Ruolo | Sportivo            |  | Alt. |  |
| -- | ------------------------- | ----- | ------------------- |  | ---- |  |
|    | Germania Ovest (bandiera) | G     | Dietfried Kienast   |  |      |  |
|    | Germania Ovest (bandiera) | G     | Hubert Wolf         |  | 184  |  |
|    | Germania Ovest (bandiera) | G     | Wolfgang Dort       |  | 182  |  |
|    | Germania Ovest (bandiera) | G     | Jörg Bernath        |  |      |  |
|    | Germania Ovest (bandiera) | P     | Heinz Ross          |  | 177  |  |
|    | Germania Ovest (bandiera) | A     | Franz-Josef Wolf    |  | 187  |  |
|    | Germania Ovest (bandiera) | A     | Jochen Glock        |  | 193  |  |
|    | Germania Ovest (bandiera) | A     | Holger Geschwindner |  | 192  |  |
|    | Germania Ovest (bandiera) | A     | Karl Ampt           |  | 190  |  |
|    | Germania Ovest (bandiera) | C     | Bernd Röder         |  |      |  |
|    | Germania Ovest (bandiera) | C     | Klaus Jungnickel    |  |      |  |
|    | Stati Uniti (bandiera)    | C     | Lu Jackson          |  | 197  |  |
|    | Ungheria (bandiera)       | All.  | Laszlo Lakfalvi     |  |      |  |